# 高山 (中国银行)
高山（1965年8月11日—），原中国银行黑龙江省分行哈尔滨市河松街支行行长。自1998年起，担任该支行主任领导职务，后升职为该行行长。

## 生平

### 任職
高山在2002年就已经将妻子李雪和女儿高山雪莲送往加拿大，他也曾以“考察”名义18次访问加拿大。高山和另一名涉案人李东哲在加拿大已经被当地警方拘留，加拿大皇家骑警称高山有8300万加拿大元鉅款，不过当地警方称拘留高山并不是因为他贪污，而是高山的移民申请表职业资料填报不实。同时，还涉嫌持有犯罪所得资产、涉嫌在加拿大境內从事洗钱活动，甚至還傳涉嫌国内案件，亦遭中華人民共和国檢警單位通缉等。
2004年，东北高速在吉林省输了官司，吉林省高级人民法院执行局来中国银行哈尔滨分行准备查封东北高速的账户内的人民币2.933亿元时，发现账户内仅剩下7.31万元。这笔钱实际被李东哲挪用投资了，从而导致事发。同时，东北高速子公司黑龙江东高投资开发有限公司也发现其在中行河松街支行的530万元资金不翼而飞；黑龙江辰能风险投资有限责任公司存于中行河松街支行的资金约3.2亿元去向不明，辰能公司总经理赵庆斌跳楼身亡。2004年的12月30日，高山前往加拿大探视妻女。2005年1月4日，东北高速和吉林省高级人民法院执行局在中国银行哈尔滨市河松街支行核对东北高速存款余额，发现两个账户中的人民币2.93亿元巨额存款不翼而飞；东北高速随即向警方报案，“中行高山案”由此浮出水面。随后的情况显示，东北高速、黑龙江辰能风险投资有限责任公司、黑龙江省社会保险事业管理局等数家单位总计高达人民币10亿多元的资金“蒸发”。
2012年8月9日，已获得加拿大永久居住权的高山回国自首。有媒体分析称，高山愿意自行返华投案，与赖昌星遣返或其同案李东哲于当年1月自首以来未因经济犯罪判死刑有关，加上估计继续合法留在加拿大的情況會愈见困难，干脆自首以换取减刑。

### 審判
2013年9月。哈尔滨市人民检察院公诉书指控，2000年至2004年间，高山伙同李东哲、李东虎、袁瑛、张立滨采用偷换存款企业预留印鉴卡、伪造存款企业转账支票等非法手段转移26家存款单位存款276笔，共计人民币28亿余元，造成6家存款单位实际损失人民币8亿余元。同年9月29日上午，哈尔滨市中级人民法院公开审理高山、李东哲、李东虎伙同袁瑛、张立滨票据诈骗、挪用公款、合同诈骗一案。
2014年9月12日上午9时许，“高山案”在哈尔滨市中级人民法院在一審時間將近一年的審判後宣判，稱高山犯下《中华人民共和国刑法》的挪用公款罪，判处有期徒刑十五年。但後來，高山因刑期不服而提起上诉。2015年2月13日，黑龙江省高级人民法院对“高山案”进行了二审公开宣判，驳回其上诉，并维持原判。

## 参看
- 资金外逃
- 地下钱庄
- 背书转让